# Luis Iglesias González

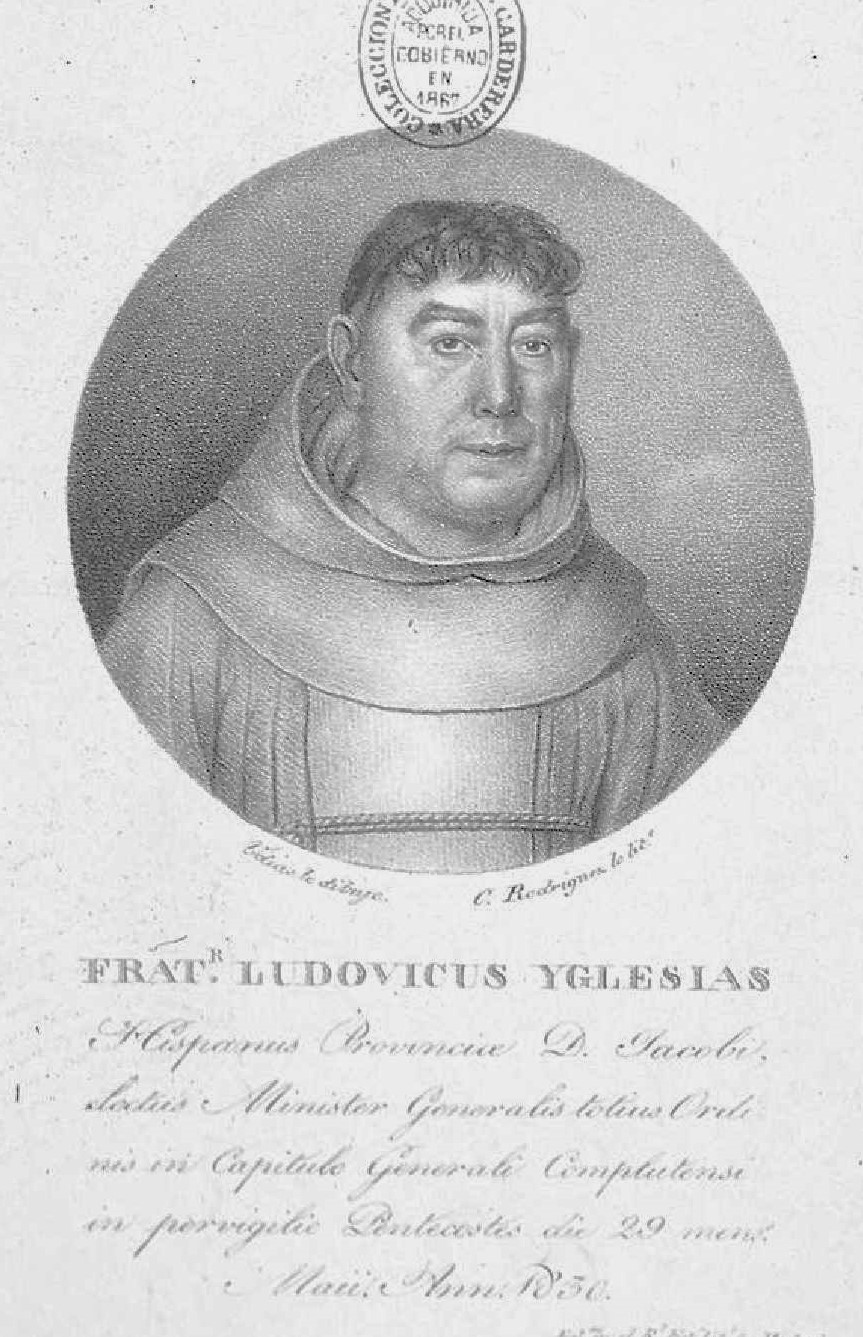
Fray Luis Iglesias, litografía de Cayetano Rodríguez por dibujo de Udías. Establecimiento litográfico de Madrid. Madrid, Biblioteca Nacional de España

Fray Luis Iglesias González (Santa María de Asados, Rianjo, 8 de abril de 1767-Aranjuez, 10 de agosto de 1834), fraile franciscano y teólogo español. Electo ministro general de la Orden en el capítulo general celebrado en Alcalá de Henares el día de Pentecostés de 1830, fue el último general en ostentar ese cargo antes de la exclaustración aunque no llegase a estar presente en ella pues falleció pocos días después de la matanza de frailes en Madrid de 1834 y a consecuencia de los padecimientos sufridos con tal motivo.

## Biografía
En 1782 ingresó en el noviciado franciscano de Santiago de Compostela. Cursó Artes y Teología, con excelentes calificaciones, y fue seleccionado para optar a los grados académicos, para lo que pasó en 1790 al colegio de Alba de Tormes. Profesor de Artes en el colegio de Noya y de Teología en el de San Francisco de Salamanca, en 1808 se doctoró en esta disciplina por la Universidad de Santiago, ganando ese mismo año la cátedra de Instituciones Teológicas. Tras la ocupación francesa fray Luis permaneció en su puesto y fue uno de los treinta y nueve catedráticos santiagueses que juró fidelidad a José I Bonaparte, por lo que tras la retirada de los franceses fue sometido a diversos procesos de depuración de los que salió absuelto y repuesto en su plaza. Buen orador, fue el elegido por el claustro universitario para predicar el sermón con el que la Universidad celebró el retorno de Fernando VII. Como consecuencia de otro sermón, durante el Trienio Liberal, fue acusado de absolutista y procesado por lo que hubo de permanecer algún tiempo oculto.
En el Capítulo general de la Orden celebrado en Alcalá el 29 de mayo de 1830 fue elegido ministro general en sustitución de fray Cirilo Alameda, con un proyecto de reforma orientado a la recuperación de las prácticas de la antigua observancia.
Al poco de iniciarse su generalato una joven religiosa del convento de Jesús, María y José del Caballero de Gracia de Madrid, la poco más tarde célebre sor Patrocinio, comenzaba a llamar la atención por la aparición de llagas o estigmas en su cuerpo. A petición de las religiosas de su convento, entre desconfiadas y atemorizadas por los sucesos que acompañaban estos fenómenos y apariciones, fray Luis autorizó someterla a un exorcismo, sin resultado aparente. Durante su etapa de gobierno y en relación también con los conventos femeninos de la orden redactó en 8 de diciembre de 1832 una carta patente por la que, al tiempo de trasladar el breve del papa Gregorio XVI por el que autorizaba a las monjas a llevar sobre el pecho el escudo de la Inmaculada Concepción, manifestaba su preocupación por el cumplimiento exacto del voto de castidad, amenazado por los largos coloquios en los locutorios, sin velos las religiosas ni cortinajes en las rejas, e incluso por la costumbre, frecuente entre muchas monjas, de pedir confesor distinto del propio de la comunidad, según advertía.
El 17 de julio de 1834, cuando una multitud fanatizada se lanzó al asalto de los conventos madrileños acusando a los frailes de propagar el cólera, fray Luis Iglesias se encontraba en su convento de San Francisco el Grande, en el que las turbas asesinaron a cuarenta y ocho religiosos y, aunque él pudo escapar con vida, murió antes de cumplirse el mes, a consecuencia de aquellos sucesos. Le sucedió el definidor general, el padre Andrés Dos Barrios, confirmado luego sin la preceptiva celebración del capítulo general por las difíciles circunstancias por las que atravesaban las órdenes religiosas, sometidas al proceso de exclaustración.